# Jean-Baptiste Singer
Pour les articles homonymes, voir Singer.

a Compétitions nationales et continentales officielles uniquement.

b Matchs officiels uniquement.
Dernière mise à jour le 7 juin 2024.
Jean-Baptiste Singer, né le 19 décembre 1994 au Puy-en-Velay, est un joueur français de rugby à XV qui évolue au poste de deuxième ligne.

## Biographie
Jean-Baptiste Singer, est originaire de la région de Clermont-Ferrand. Il commence le rugby à XV dans le club de Pont-du-Château, le RC castelpontin, avant de rejoindre en catégorie cadet le club voisin de l’ASM Clermont,. Il passe trois ans au sein du pôle espoirs d'Ussel.
Il porte plusieurs fois le maillot de l'équipe de France en catégorie jeune, depuis les moins de 16 ans. Il est appelé à intégrer la promotion Benoit Dauga 2012-2013 au Centre national du rugby. Au printemps 2013, alors avec l'équipe nationale des moins de 19 ans, il est surclassé en équipe de France des moins de 20 ans pour participer au Tournoi des Six Nations des moins de 20 ans 2013. L'année suivante, toujours avec les moins de 20 ans, il remporte le Tournoi des Six Nations des moins de 20 ans 2014 avec le Grand Chelem. Entre-temps, il dispute à deux reprises la Coupe du monde des moins de 20 ans, en 2013 et en 2014.
Alors chez les Espoirs du club auvergnat, il bénéficie à l'intersaison 2014 de la nouvelle règle d'assouplissement des prêts en championnat de France, et est prêté une saison en Pro D2 à l'US Dax, l'ASM ne pouvant lui promettre cette saison du temps de jeu autrement qu'en championnat espoirs. Au terme de son prêt dans les Landes, il prolonge son contrat avec l'ASM Clermont mais continue d'évoluer en Pro D2, prêté dans la foulée au Lyon OU. Il est alors sacré au mois d'avril champion de France de Pro D2. Quelques jours plus tard, le Biarritz olympique officialise sa signature pour la saison à venir pour trois saisons.
Au terme de la saison 2017-2018, il intègre par la suite les Baby Barbarians, sélection qui regroupe les meilleurs joueurs français de Pro D2, pour une rencontre amicale internationale contre la Géorgie le 31 mai. Dans un match très serré de bout en bout, les Baby Babaas s'inlinent 16 à 15 à Tbilissi. Le 10 mai 2018, le BO annonce qu'il prolonge son contrat pour trois saisons supplémentaires ; son contrat est remanié le 21 décembre 2018, pour une date de fin effective en 2022.
Alors qu'il est toujours sous contrat avec le Biarritz olympique, Singer effectue une semaine de test au sein du groupe du Stade aurillacois au début du mois d'août 2020. Libéré de son contrat avec le club basque, il s'engage avec les Cantaliens sous le statut de chômeur ; après une période d'essai concluante, il signe finalement un contrat de trois saisons.
En fin de son contrat en 2023, il fait son retour dans l'un de ses anciens clubs, l'US Dax tout juste promue en Pro D2, paraphant un contrat de deux années. Régulièrement utilisé en rotation avec Matthew Luamanu, il prend part à la qualification en phase finale du club pour le retour en Pro D2 de ce dernier. En ouverture de la saison 2024-2025 où il confirme son statut de cadre de l'équipe et participe plus au jeu à la main en plus de son rôle de deuxième ligne droit en accord avec les directives de jeu du manager Jean-Frédéric Dubois,, il prolonge son contrat pour deux nouvelles saisons, soit jusqu'à l'été 2027.

## Palmarès

### En club
- Championnat de France de 2e division :
  - Champion : 2016 avec le Lyon OU.

### En équipe nationale
- Tournoi des Six Nations des moins de 20 ans :
  - Vainqueur avec le Grand Chelem : 2014.